# عقد 490 هـ
عقد 490 هـ هو الفترة بين عام 490 إلى 499 في التقويم الهجري، أي العشر سنوات الأخيرة من القرن الخامس الهجري.